# Белорусский учебный округ
Белору́сский уче́бный о́круг — территориальная единица управления учебными заведениями ведомства Министерства народного просвещения в западных губерниях Российской империи в 1829—1850 годах. Административный центр — Витебск (1829—1836), затем Вильно (1836—1850).

## История
Создан указом Правительствующего Сената от 17 января 1829 года для управления учебными заведениями Витебской и Могилевской губерний. В том же месяце были опубликованы дополнительный пункты к «Уставу гимназий и училищ уездных и приходских, состоящих в ведомстве университетов: С.-Петербургского, Московского, Казанского и Харьковского» (утвержден 8 декабря 1828 года), посвященные Белорусскому учебному округу, которые разъясняли, что целью его создания стала забота об обучении юношества в соответствии с культурными особенностями Белоруссии, включая изучение польского языка.
В 1831 году в состав округа вошли также учебные заведения Минской губернии.
В 1830 году вспыхнуло польское восстание (1830—1831 годов), активное участие в котором приняли студенты и преподаватели Виленского университета. Это вызвало поворот правительственной политики в области образования на польских землях в сторону их русификации. Новая политика была сформулирована императором Николаем I в апреле 1831 года. 1 мая 1832 года был закрыт Виленский университет и вместе с ним расформирован Виленский учебный округ. Учебные заведения Виленской и Гродненской губерний, а также Белостокской области после этого вошли в Белорусский учебный округ (учебные заведения оставшихся трех губерний Виленского округа перешли к вновь образованному Киевскому учебному округу).
В соответствии с новой правительственной политикой из программ образования был исключен польский язык, сохранившийся только в западных губерниях учебного округа, где он преподавался по сокращенной программе. Выпускникам Виленского университета было запрещено преподавать в местных школах. Недостающие кадры учителей приходских училищ и подготовительных классов гимназий и уездных училищ должна была подготавливать открытая в 1834 году по инициативе попечителя учебного округа Г. И. Карташевского Витебская учительская семинария. Просуществовала она, однако, недолго и уже в 1839 году была закрыта за недостатком средств на её содержание.
В 1836 году административный центр округа был перенесен из Витебска, где он располагался первоначально, в Вильно, но название округа не изменилось.
В 1842 году часть территории Виленской губернии была преобразована в Ковенскую губернию, также входившую в Белорусский учебный округ, а ранее самостоятельная Белостокская область была включена в состав Гродненской губернии.
Указом Правительствующего Сената от 2 мая 1850 года Белорусский учебный округ преобразован в Виленский учебный округ, в состав которого вошли Виленская, Гродненская, Ковенская и Минская губернии. Две остальные губернии — Витебская и Могилевская были присоединены к Санкт-Петербургскому учебному округу.

## Территория
| Губерния (область)   | Ранее входила                                | Год вхождения | Год выхода | Позднее входила                     |
| -------------------- | -------------------------------------------- | ------------- | ---------- | ----------------------------------- |
| Витебская губерния   | Санкт-Петербургский учебный округ            | 1829          | 1850       | Санкт-Петербургский учебный округ   |
| Могилевская губерния | Санкт-Петербургский учебный округ            | 1829          | 1850       | Санкт-Петербургский учебный округ   |
| Минская губерния     | Виленский учебный округ                      | 1831          | 1850       | Виленский учебный округ             |
| Белостокская область | Виленский учебный округ                      | 1832          | 1842       | вошла в состав Гродненской губернии |
| Виленская губерния   | Виленский учебный округ                      | 1832          | 1850       | Виленский учебный округ             |
| Гродненская губерния | Виленский учебный округ                      | 1832          | 1850       | Виленский учебный округ             |
| Ковенская губерния   | вновь образована из части Виленской губернии | 1842          | 1850       | Виленский учебный округ             |

## Попечители Белорусского учебного округа
- действительный статский советник Карташевский, Григорий Иванович (1777—1840), попечитель с 3 августа 1829 года по 7 марта 1835 года.
- граф Протасов, Николай Александрович (1798—1855), попечитель с 1835 года по 1836 год.
- действительный статский советник Грубер, Эварест Андреевич (1792—1859; сын А. Е. Грубера), и. о. попечителя в 1836—1841 годах, попечитель с 1841 года по 2 мая 1850 года.

При попечителе существовала Канцелярия попечителя Белорусского учебного округа.